# جینی برایسن
جینی برایسن (انگلیسی: Jeanie Bryson؛ زادهٔ ۱۰ مارس ۱۹۵۸) یک موسیقی‌دان اهل ایالات متحده آمریکا است.